# Acanthodactylus blanci
Espèce
Statut de conservation UICN

 EN B1ab(iii) : En danger
Acanthodactylus blanci est une espèce de sauriens de la famille des Lacertidae.

## Répartition
Cette espèce se rencontre en Algérie et en Tunisie.
Il vit dans les forêts méditerranéennes de la zone côtière.

## Description
Ce lézard atteint environ 95 mm de longueur du museau au cloaque.

## Étymologie
Cette espèce est nommée en l'honneur de M. Blanc qui envoya le premier spécimen tunisien de cette espèce à Doumergue.

## Publication originale
- Doumergue, 1901 : Essai sur la faune erpétologique de l'Oranie avec des tableaux analytiques et des notations pour la détermination de tous les reptiles et batraciens du Maroc, de l'Algérie et de la Tunisie. L. Fouque, Oran, p. 1-404 (texte intégral).